# Wilhelm z Saksonii-Weimar-Eisenach
Wilhelm Karol Bernard Herman von Sachsen-Weimar-Eisenach (ur. 21 grudnia 1853 w Stuttgarcie, zm. 15 grudnia 1924 w Baden-Baden, Badenia-Wirtembergia) – książę, członek rodu von Saksonii-Weimar-Eisenach.

## Życie
Wilhelm z Saksonii-Weimar-Eisenach pochodził ze znanej i zasłużonej rodziny. Urodził się 21 grudnia 1853 roku w Stuttgarcie. Był najstarszym synem księcia Hermanna z Saksonii-Weimar-Eisenach (1825–1901) i jego małżonki księżniczki Augusty Wirtemberskiej (1826–1898). Jego dziadkami byli książę Bernhard z Saksonii-Weimar-Eisenach (1792–1862) i księżniczka Ida z Saksonii-Meiningen (1794–1852). Wychowywał się u boku rodziców i pod okiem nauczycieli w Stuttgarcie. W wieku dojrzałym, z powodu nadużyć finansowych, jakich się dopuścił decyzją wielkiego księcia Wilhelma Ernesta został zmuszony do wyjazdu z kraju. Dużo podróżował i często zmieniał miejsce pobytu. Wyjechał do Ameryki. Tam imał się różnych zajęć. Był między innymi urzędnikiem, a nawet kelnerem. Ostatecznie wrócił do Niemiec, ożenił się i żył ze skromnej emerytury przyznanej mu przez wielkiego księcia.

## Rodzina
Książę Wilhelm miał problem z najstarszym synem Hermannem i córką Zofią. Syn zawarł morganatyczny związek z włoską aktorką teatralną Paolą Lottero, stracił tytuł książęcy i prawa dynastyczne. Od głowy domu Saksonii-Weimar-Eisenach otrzymał tytuł hrabiego von Ostheim. Zofia z kolei zakochała się z wzajemnością w baronie von Bleichroeder. Na związek ten, ani książę Wilhelm, ani tym bardziej wielki książę Wilhelm Ernst, nie chcieli dać zgody, choć historii tej towarzyszyły rozmaite komentarze i doniesienia 18 września 1913 roku księżniczka Zofia popełniła samobójstwo strzelając do siebie z pistoletu. Jako oficjalną przyczynę śmierci podano zawał serca. Drugi syn Wilhelma, książę Albrecht Wilhelm walczył na frontach I wojny światowej. Zginął 9 września 1918 roku pod Gouzeaucourt we Francji.

## Potomstwo
Książę Wilhelm poślubił Gertę zu Ysenburg und Büdingen (1863-1945), córkę księcia Ferdynanda Maksymiliana I zu Ysenburg und Büdingen (1824-1903) 11 kwietnia 1885 roku w Wächtersbach. Para miała troje dzieci:
- Hermann (ur. 14 lutego 1886, zm. 6 czerwca 1964)
- Albrecht Wilhelm (ur. 23 grudnia 1886, zm. 9 września 1918)
- Zofia (ur. 25 lipca 1888, zm. 18 września 1913)